# Superpower disengagement
Superpower disengagement (Desengajamento de uma superpotência), é uma opção na política externa em que as superpotências, reduzem as suas intervenções em uma determinada área. A retirada poderia ser multilateral entre as superpotências e as grandes potências, bilaterais entre as duas superpotências ou unilateral. Isto pode significar o fim a qualquer intervenção direta ou indireta. Como exemplo, a retirada pode significar que as superpotências irão remover as guerras por procuração, a fim de voltar a atenção da outra superpotência em problemas locais por meio de disputas regionais. A retirada pode criar zonas de amortecimento entre as superpotências que poderiam evitar conflitos ou reduzir a intensidade dos conflitos.
O termo geralmente se refere a propostas políticas diferentes durante a Guerra Fria, que tentaram acalmar as tensões entre a União Soviética e Estados Unidos, em grande parte por causa do risco de um conflito entre as duas superpotências se converter em uma guerra nuclear. Exemplos dos desengajamentos unilaterais podem incluir quando Josef Stalin decidiu acabar com o apoio soviético para os guerrilheiros comunistas da Grécia durante a Guerra Civil Grega e quando Richard Nixon retirou as tropas dos Estados Unidos do Vietnã no início de 1970.
A aplicação do desengajamento poderia ter sido usada quando a URSS e E.U.A. quase se enfrentaram diretamente na fronteira da Cortina de Ferro, entre a Áustria e Alemanha. O Tratado do Estado Austríaco é um exemplo formal de uma retirada multilateral das superpotências, que deixou a Áustria neutra durante a Guerra Fria, e que ficasse fora do Pacto de Varsóvia, da OTAN e da Comunidade Econômica Europeia. A Nota Stalin de 1952 talvez seja a proposta mais polêmica da retirada da URSS do solo alemão.